# Индиански том-томи
Индиански том-томи ca музикални перкусионни инструменти от групата на мембранофонните инструменти.
Индианските том-томи за характерни за индианската култура в Америка.
Настройването на кожите при индианските том-томи става посредством корди.
Съществуват 6 основни вида като всеки вид носи името на племето, в което са се използвали.
Том-томи Апалачи
Том-томи Чипеуай
Том-томи Хопи
Том-томи Навахо
Том-Томи Сиукси
Том-Томи Зуни

## Техника на звукоизвличане
Посредством удари с палки.